# Matrimonio igualitario en Australia
El matrimonio igualitario en Australia está reconocido por sus leyes federales desde diciembre de 2017. El Parlamento australiano aprobó la legislación tras meses de debate y manifestaciones públicas. En virtud del artículo 51(xxi) de la Constitución australiana, la competencia para aprobar leyes con respecto al matrimonio corresponde al Parlamento de Australia. En 2004 el Parlamento de Australia aprobó una ley de reforma de la legislación matrimonial. El propósito de esta reforma era modificar la definición de matrimonio y familia. El texto de la reforma fue el siguiente:
Marriage means the union of a man and a woman to the exclusion of all others, voluntarily entered into for life.

Certain unions are not marriages. A union solemnised in a foreign country between: (a) a man and another man; or (b) a woman and another woman; must not be recognised as a marriage in Australia.
Traducción: Matrimonio significa la unión de un hombre y una mujer, con exclusión de cualesquiera otras, celebrada voluntariamente para toda la vida.
Ciertas uniones no son matrimonios. Una unión solemnizada en un país extranjero entre: (a) un hombre y otro hombre; o (b) una mujer y otra mujer; no deberá ser reconocidas como matrimonio en Australia.
Antes de la reforma de 2004, la Ley de Matrimonios de 1961 (Marriage Act 1961) no definía el concepto de "matrimonio", si bien los tribunales australianos aplicaban y consideraban vigente la definición de "matrimonio" propia del Derecho anglosajón, según la cual el matrimonio es la unión de un hombre y una mujer.

## Canberra
El 21 de octubre de 2013 se aprobó en la asamblea legislativa del territorio de la Capital Australiana, por 9 votos a favor y 8 en contra, el matrimonio homosexual en este territorio. El gobierno federal anunció su recurso a esta ley que el tribunal superior de Australia finalmente anuló.

## Aprobación del Parlamento
El 7 de diciembre de 2017 el Parlamento de Australia aprobó el matrimonio entre personas del mismo sexo, luego del resultado a favor de una consulta pública y varias manifestaciones de apoyo a la reforma. La decisión fue aprobada por la mayoría de los diputados y cuatro en contra, será sometida a consentimiento real el 9 de diciembre, las parejas del mismo sexo podrán casarse a partir de enero de 2018.

## Matrimonio religioso
La Iglesia Unida de Australia, la tercera religión más profesada por los australianos, modificó en la Asamblea Nacional de la iglesia su liturgia marital en julio de 2018, con el fin de permitir las uniones a parejas del mismo sexo, otorgándole a cada ministerio la libertad de decidir celebrar bodas homosexuales o no. Asimismo, algunas comunidades judeoaustralianas realizan bodas homosexuales, siendo la Sinagoga Emanuel de Sídney, la primera en oficiar una boda judía homosexual a dos hombres en mayo de 2018.